# لوس أنخليس
لوس أنخليس (بالإسبانية: Los Ángeles) هي مدينة وبلديّة تقع في جمهوريّة تشيلي. تُعتبر عاصمة مقاطعة بيو بيو، الواقعة في إقليم بيو بيو وسط البلاد. يبلغ عدد سكانها 186,671 نسمة وذلك حسب إحصائيات سنة 2012، وتبلغ مساحتها 1,748.2 كم²، كما تقع على ارتفاع 139 متر عن مستوى سطح البحر. تأسست المدينة في عام 1739، حيث كانت بالأصل حصنًا إسبانيًا، ومركزًا استيطانيًا أثناء حرب أراوكو، التي وقعت بين الأسبان المستعمرين وشعب المابوتشي، وهم السكان الأصليين في المنطقة.

## الجغرافيا
تقع المدينة في جنوب وسط البلاد، بين نهريّ لاجا وبيو بيو، على بعد 470 كيلومترًا جنوب العاصمة سانتياغو. يقع إلى الشمال من المدينة شلالات لاجا، كما يقع إلى الشرق بحوالي 100 كيلومتر، بركان أنتوكو على ارتفاع 2,979 متر عن مستوى سطح البحر، ضمن سلسلة جبال الأنديز. تُعتبر المدينة، بوابةً للسيّاح الذين يزورون منتزه لاغونا ديل لاجا الوطني القريب من موقع البركان.

## السكان
وفقًا لتعداد المعهد الوطني للإحصاء لعام 2002، تمتد مساحة لوس أنخلس على 1,748.2 كيلومترًا مربعًا، ويبلغ عدد سكانها 186,671 نسمة. من بين هؤلاء، يعيش 123,445 شخصًا (74.1 في المائة) في المناطق الحضريّة و 43,111 (25.9 في المائة) في المناطق الريفيّة. لقد ازاد عدد السكان بنسبة 18.5 في المائة (26,021 شخصًا) بين تعدادات عاميّ 1992 و 2002.

## المناخ
يتصف مناخ هذه المنطقة وفقًا لتصنيف كوبن للمناخ، بأنه مناخ صيفي دافئ متوسطي.
| البيانات المناخية لـلوس أنخليس    | البيانات المناخية لـلوس أنخليس | البيانات المناخية لـلوس أنخليس | البيانات المناخية لـلوس أنخليس | البيانات المناخية لـلوس أنخليس | البيانات المناخية لـلوس أنخليس | البيانات المناخية لـلوس أنخليس | البيانات المناخية لـلوس أنخليس | البيانات المناخية لـلوس أنخليس | البيانات المناخية لـلوس أنخليس | البيانات المناخية لـلوس أنخليس | البيانات المناخية لـلوس أنخليس | البيانات المناخية لـلوس أنخليس | البيانات المناخية لـلوس أنخليس |
| الشهر                             | يناير                          | فبراير                         | مارس                           | أبريل                          | مايو                           | يونيو                          | يوليو                          | أغسطس                          | سبتمبر                         | أكتوبر                         | نوفمبر                         | ديسمبر                         | المعدل السنوي                  |
| --------------------------------- | ------------------------------ | ------------------------------ | ------------------------------ | ------------------------------ | ------------------------------ | ------------------------------ | ------------------------------ | ------------------------------ | ------------------------------ | ------------------------------ | ------------------------------ | ------------------------------ | ------------------------------ |
| متوسط درجة الحرارة الكبرى °م (°ف) | 29 (84)                        | 29 (84)                        | 26 (78)                        | 20 (68)                        | 16 (60)                        | 13 (55)                        | 12 (54)                        | 13 (56)                        | 16 (60)                        | 19 (67)                        | 25 (77)                        | 28 (83)                        | 21 (69)                        |
| متوسط درجة الحرارة الصغرى °م (°ف) | 11 (52)                        | 11 (51)                        | 9 (49)                         | 7 (45)                         | 6 (43)                         | 4 (40)                         | 3 (38)                         | 4 (39)                         | 4 (40)                         | 6 (42)                         | 8 (46)                         | 10 (50)                        | 7 (45)                         |
| الهطول مم (إنش)                   | 23 (0.9)                       | 15 (0.6)                       | 25 (1)                         | 61 (2.4)                       | 250 (10)                       | 160 (6.4)                      | 160 (6.4)                      | 150 (5.9)                      | 120 (4.8)                      | 38 (1.5)                       | 23 (0.9)                       | 38 (1.5)                       | 1٬070 (42.1)                   |
| متوسط الأيام الممطرة              | 1                              | 1                              | 2                              | 5                              | 10                             | 12                             | 10                             | 9                              | 7                              | 3                              | 1                              | 2                              | 68                             |
| متوسط الرطوبة النسبية (%)         | 59                             | 65                             | 66                             | 74                             | 86                             | 86                             | 85                             | 83                             | 77                             | 71                             | 66                             | 60                             | 73                             |
| المصدر: Weatherbase               |                                |                                |                                |                                |                                |                                |                                |                                |                                |                                |                                |                                |                                |

## صور

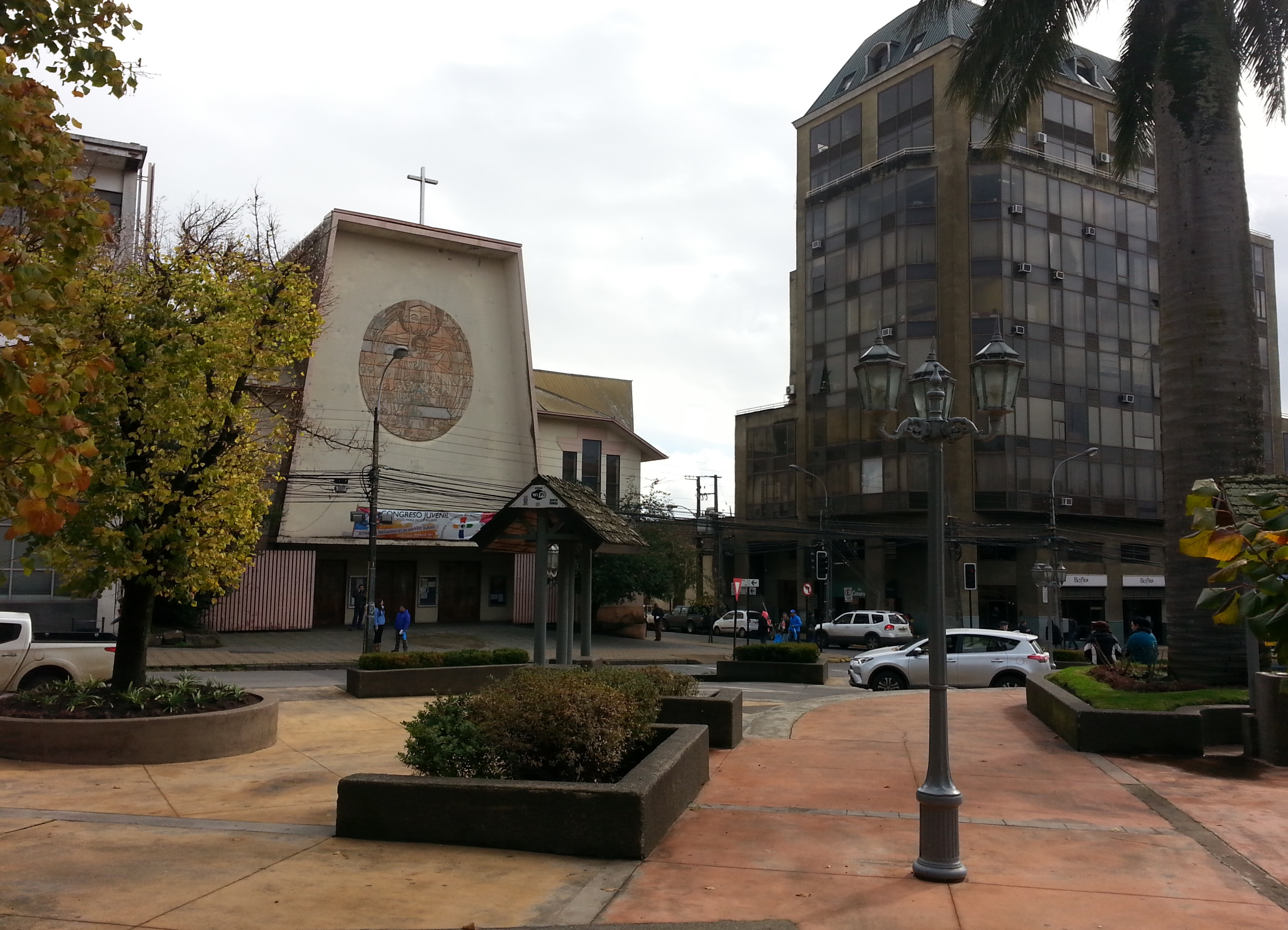
كاتدرائية سانتا ماريا
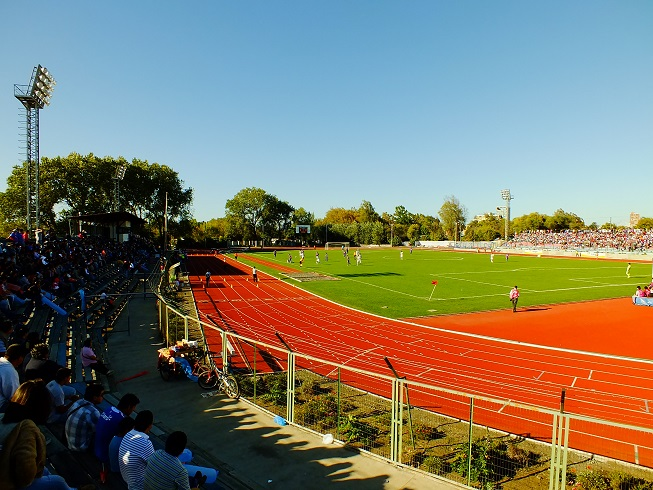
ملعب المدينة
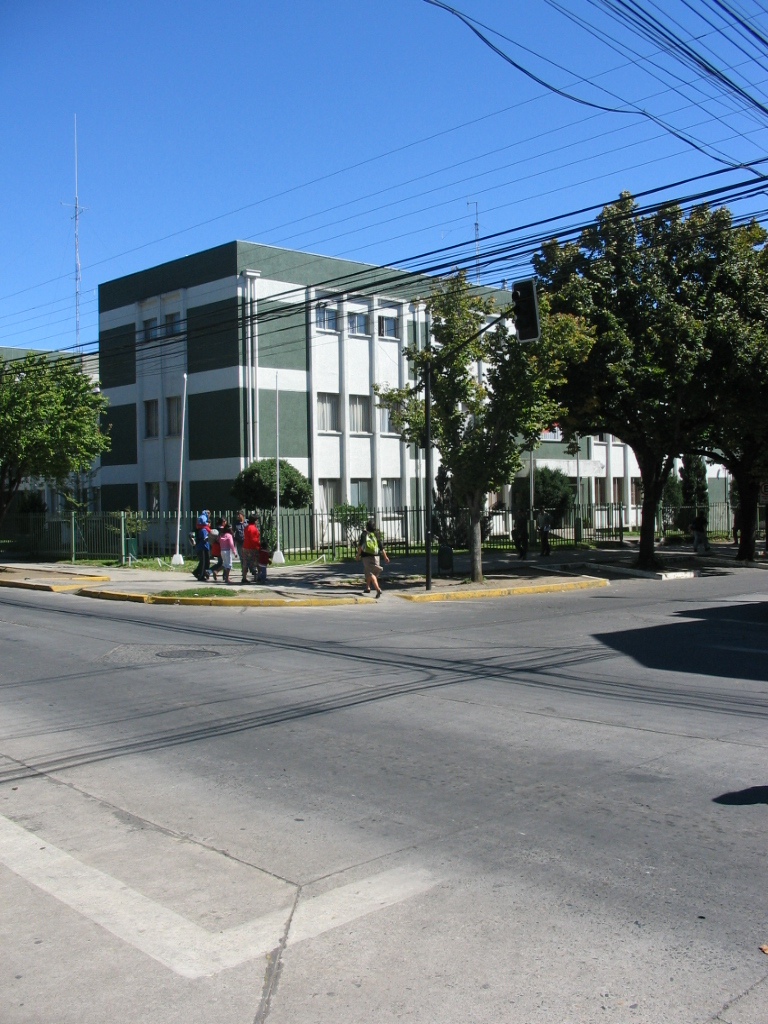
مبنى المحافظة

## وصلات خارجية
- الموقع الرسمي بلدية لوس أنخليس (بالإسبانية)